# Diego de los Ríos y Rubio
Diego de los Ríos y Rubio (Antequera, 1817-Tetuán, 1860) fue un militar español, padre del también militar Diego de los Ríos y Nicolau.

## Biografía
Nacido en la localidad malagueña de Antequera el 12 de febrero de 1817, era hijo de Diego y María del Carmen Rubio. Obtuvo el grado de bachiller en filosofía en la Universidad de Granada e ingresó en el regimiento de infantería de Málaga. Participó en Cataluña en la primera y la segunda guerras carlistas, además de en la guerra de África. Llegó al rango de teniente general y fue condecorado con la gran cruz de Isabel la Católica, la de caballero de la misma orden, la de comendador de la Orden de Carlos III y la de primera clase de San Fernando. Falleció el 9 de julio de 1860 en Tetuán.Casado con Adelaida Nicolau y Tovar, fue padre de Diego de los Ríos y Nicolau.